# 楚科奇語系
楚科奇語系 (Chukotkan languages、Chukotian、Chukotic) 為構成楚科奇－堪察加语系之方言连续体。它通行於位於太平洋西岸與北极地区北部之間的俄羅斯的兩個自治區。
"羅拉威特蘭"（Luoravetlan）這個語詞在20世紀30年代用來表示楚科奇，實際上既表示楚科奇也表示科里亞克的族群(ethnonym)。

## 語系語言
- 楚科奇语，大多使用在楚科奇自治区。
- 科里亚克语，也叫"尼麥蘭語"(Nymylan)，通行於堪察加邊疆區的科里亚克区。主要的方言稱為"查楚文科里亞克語"(Chavchuven Koryak)。
- 阿留特語(Alutor，Aliutor)，也通行於科里亞克區。據邁克爾·福蒂斯丘(2005)所論，"帕拉納科里亞克語(Palana Koryak)"(帕拉纳)及"阿留特語"應被視為一種單一語言所變異的方言。
- 克列克語(Kerek)，通行於沿楚科奇自治區的南部海岸。1997年，兩位老人依然能夠使用，但現在該語言已經滅絕，克列克人已融入楚科奇人的族群圈裡(Fortescue 2005: 1)。

傳統上，楚科奇語系被認為是由楚科奇語及科里亞克語這兩種語言所構成，起於楚科奇人和科里亚克族之間尖銳的種族分裂所形成。然而，楚科奇族群及科里亞克族群所使用的克列克語及阿留特語是不同於楚科奇语及科里亚克语所變異的方言。目前楚科奇語系一般分類為四種語言，但它可以很容易被認為是一種語言，而且具有顯著的方言變異。